# Barry St. Leger

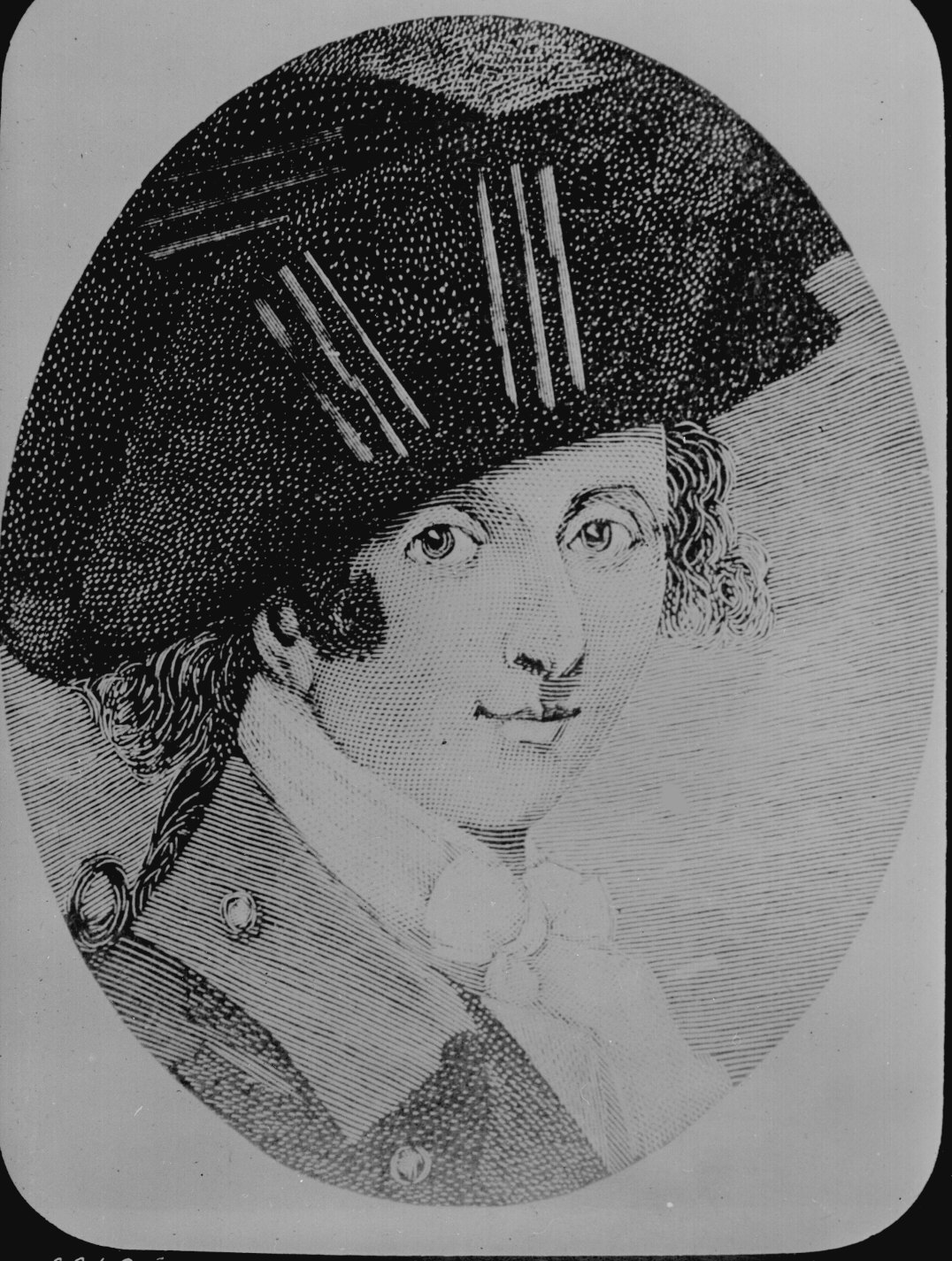
Barry St. Leger, Stich

Barrimore Matthew „Barry“ St. Leger (oft auch St. Ledger) (getauft 1. Mai 1737 im County Kildare; † 23. Dezember 1789 in Worksop, Nottinghamshire) war ein britischer Offizier. Er kämpfte der während der Franzosen- und Indianerkriege 1758 bei Fort Louisbourg und 1759 in der Schlacht auf der Abraham-Ebene und führte während des Amerikanischen Unabhängigkeitskrieges im Zuge des Saratoga-Feldzuges 1777 eine Invasionsarmee an.

## Leben
St. Leger gehörte einer Familie der irischen Gentry mit hugenottische Vorfahren an. Er war der fünfte Sohn des irischen Unterhausabgeordneten und Juristen und Sir John St. Leger (1674–1743) aus dessen zweiter Ehe mit Lavina Pennefather. Sein Vater war ein Halbbruder des 1. Viscount Doneraile. St. Leger besuchte das Eton College und studierte am St. Peter’s College der Universität Cambridge.
Am 27. April 1756 trat er als Ensign des 28th Regiment of Foot in die British Army ein und wurde im darauf folgenden Jahr nach Amerika versetzt. Dort lernte er während der Franzosen- und Indianerkriege das Verhalten der Indianer kennen und sammelte viele Erfahrungen mit der Führung von Grenzkriegen. Er diente 1757 unter General James Abercrombie und nahm 1758 an der Belagerung von Louisbourg teil. Nachdem er James Wolfe nach Québec begleitet hatte, nahm er 1759 an der Schlacht auf der Abraham-Ebene teil, wo er die Flucht der Franzosen beobachtete. Im Juli 1760 wurde er Brigademajor, bereitete den Marsch auf Montréal vor und wurde am 16. August 1762 Major des 95th Regiment of Foot.
1777 war er als Lieutenant-Colonel Kommandeur des 34th Regiment of Foot, als er auf Empfehlung John Burgoynes von Georg III. ausgewählt wurde, die westliche Offensive anzuführen, die einen Arm des Saratoga-Feldzuges bildete. John Burgoyne beförderte ihn für diese Mission in den temporären Brevet-Rang eines Brigadier-General, damit er gegenüber den beteiligten Miliz-Offizieren im Rang höher stand. Er bewegte seine Streitkraft in guter Ordnung nach Fort Stanwix, fand dieses stark verteidigt vor und begann mit einer Belagerung. Er schlug den Versuch der Amerikanischen Miliz zurück, die Belagerung zu brechen, indem er Nicholas Herkimers Streitkraft in der Schlacht von Oriskany in einen Hinterhalt lockte. Als ihn (gefälschte) Gerüchte über eine starke Entsatztruppe unter Benedict Arnold erreichten, sah er sich gezwungen, sich nach Kanada zurückzuziehen.
In den folgenden Jahren war St. Leger einer der Anführer im britischen Grenzkrieg gegen die Amerikaner. 1780 wurde er zum Colonel befördert. Nach Kriegsende blieb er in Québec und wurde im Herbst 1784 kurzzeitig Kommandant der britischen Streitkräfte in Kanada. Im folgenden Jahr legte er sein Amt aus gesundheitlichen Gründen nieder und kehrte nach Großbritannien zurück.